# Confronto tra software di controllo remoto
Questa pagina contiene un confronto tra i principali software di controllo remoto disponibili per diverse piattaforme.

## Software desktop remoto
| Software                                                    | Protocolli                                                           | Creatore                                  | Prima data di rilascio | Data ultimo rilascio, versione         | Licenza                         | Gratuito per uso personale | Gratuito per uso commerciale |
| ----------------------------------------------------------- | -------------------------------------------------------------------- | ----------------------------------------- | ---------------------- | -------------------------------------- | ------------------------------- | -------------------------- | ---------------------------- |
| AetherPal                                                   | Proprietario                                                         | AetherPal Inc.                            | 2011                   | 2016, Valet                            | Proprietario                    | No                         | No                           |
| Ammyy Admin                                                 | Proprietario                                                         | Ammyy Inc.                                | 2007                   | 2015, 3.5                              | Proprietario                    | Sì                         | No                           |
| AnyDesk                                                     | Proprietario                                                         | AnyDesk Software GmbH                     | 2015                   | 2024-09-18, 8.1.0                      | Proprietario                    | Sì                         | No                           |
| Anyplace Control                                            | Proprietario                                                         | Anyplace Control Software                 | 2002                   | 2012, 5.4.0.0                          | Proprietario                    | No                         | No                           |
| Apple Remote Desktop                                        | RFB (VNC)                                                            | Apple                                     | 2002                   | 2017, 3.9                              | Proprietario                    | No                         | No                           |
| Apple Screen Sharing (iChat)                                | Proprietario, RFB (VNC)                                              | Apple                                     | 2007                   | 2014, 1.6                              | Proprietario                    | Sì                         | Sì                           |
| AppliDis                                                    | RDP                                                                  | Systancia                                 | ?                      | 2013, 4 SP3                            | Proprietario                    | No                         | No                           |
| Cendio ThinLinc                                             | RFB (VNC)                                                            | Cendio AB                                 | 2003                   | 2024-07-10, 4.17.0                     | Proprietario                    | Sì                         | Sì                           |
| Chrome Remote Desktop                                       | Chromoting                                                           | Google                                    | 2011                   | 2018, 70.0.3538.21                     | BSD Client, Proprietaria Server | Sì                         | Sì                           |
| Citrix XenApp/Presentation Server/MetaFrame/WinFrame        | RDP, ICA                                                             | Citrix Systems                            | 1995                   | 2018-06-01, 7.18                       | Proprietario                    | No                         | No                           |
| ConnectWise Control (ScreenConnect)                         | Proprietario                                                         | Elsinore Technologies                     | 2008                   | 2022, 22.5                             | Proprietario                    | Sì                         | Sì                           |
| Ericom Connect                                              | Proprietario                                                         | Ericom Software                           | 2015                   | 2019, 9.1                              | Proprietario                    | No                         | No                           |
| GO-Global                                                   | Proprietario                                                         | GraphOn                                   | ?                      | ?                                      | Proprietario                    | No                         | No                           |
| Goverlan Systems Management (Goverlan Reach Remote Control) | Proprietario, RDP, RFB (VNC), Intel vPro KVM, SSH                    | Goverlan Systems Management               | 1998                   | 2019, 9.01                             | Proprietario                    | No                         | No                           |
| GoToMyPC                                                    | Proprietario                                                         | Citrix Online                             | 2000                   | 2013                                   | Proprietario                    | No                         | No                           |
| HP Remote Graphics Software (RGS) / ZCentral Remote Boost   | HP RGS                                                               | HP Inc                                    | 2003                   | 2022-05-01, 22.1                       | Proprietario                    | No                         | No                           |
| IBM Director Remote Control                                 | Proprietario                                                         | IBM                                       | ?                      | ?                                      | Proprietario                    | No                         | No                           |
| I'm InTouch                                                 | Proprietario                                                         | Communique                                | 2000                   | 2015, 9.51                             | Proprietario                    | No                         | No                           |
| Krdc                                                        | RFB (VNC), RDP                                                       | Tim Jansen, Urs Wolfer, a.o.              | 2010                   | 2021-03-04, 20.12.3                    | GPL-2.0 o successiva            | Sì                         | Sì                           |
| LogMeIn                                                     | Proprietario                                                         | LogMeIn, Inc.                             | ?                      | ?                                      | Proprietario                    | No                         | No                           |
| Mikogo                                                      | Proprietario                                                         | BeamYourScreen GmbH                       | ?                      | 2015-03-24, 5.2.2                      | Proprietario                    | Sì                         | No                           |
| NetSupport Manager                                          | Proprietario                                                         | NetSupport Software                       | 1989                   | 2019                                   | Proprietario                    | No                         | No                           |
| Netviewer                                                   | Proprietario                                                         | Netviewer AG                              | ?                      | ?                                      | Proprietario                    | No                         | No                           |
| NX technology (NoMachine)                                   | Proprietario                                                         | NoMachine                                 | 2003                   | 2023-11-06, 8.10.1                     | Proprietario                    | Sì                         | No                           |
| Oracle Secure Global Desktop Software/Sun VDI               | AIP                                                                  | Tarantella/Oracle Inc.                    | 1997                   | 2015-04, 5.2.903                       | Proprietario                    | No                         | No                           |
| Parsec                                                      | Proprietario                                                         | Parsec Cloud, Inc                         | 2016                   | 2016-07, 3.5                           | Proprietario                    | Sì                         | No                           |
| Proxy Networks                                              | Proprietario                                                         | Funk Software Inc.                        | 1993                   | 2020-01-29, 10.2                       | Proprietario                    | No                         | No                           |
| QVD                                                         | NX and HTTP                                                          | Qindel Group                              | 2001                   | 2020-10, 4.2                           | Licenza GPL                     | Sì                         | Sì                           |
| rdesktop                                                    | RDP                                                                  | Matthew Chapman                           | 2001                   | 2019, 1.9.0                            | GPL-3.0 o successiva            | Sì                         | Sì                           |
| RealVNC VNC Server/Viewer                                   | Proprietario, RFB (VNC), SSH                                         | RealVNC                                   | 2002                   | 2024-01-11, Server 7.9.0, Viewer 7.9.0 | Proprietario                    | No                         | No                           |
| Remmina                                                     | RDP, RFB (VNC), SPICE, XDMCP, SSH, EXEC                              | Originally written by Vic Lee             | 2009                   | 2022-12-20, 1.4.29                     | GPL-2.0 o successiva            | Sì                         | Sì                           |
| Remote Desktop Services/Terminal Services                   | RDP                                                                  | Microsoft                                 | 1998                   | 2016                                   | Proprietario                    | Sì                         | Sì                           |
| Remote Utilities                                            | Proprietario                                                         | Alex Ter-Osipov, Remote Utilities LLC     | 2004                   | 2019                                   | Proprietario                    | Sì                         | No                           |
| RustDesk                                                    | Custom Rendezvous protocol                                           | Purslane Ltd.                             | 2020                   | 2024-04-07, 1.2.3-2                    | AGPL-3.0 o successiva           | Sì                         | Sì                           |
| Splashtop                                                   | Proprietario                                                         | Splashtop Inc                             | 2010                   | 2024-09-19, 3.7.2.0                    | Proprietario                    | No                         | No                           |
| SSH with X forwarding                                       | X11                                                                  | ?                                         | 1999                   | 2015, OpenSSH: 7.1, protocol: 2.0      | BSD                             | Sì                         | Sì                           |
| Sun Ray/SRSS                                                | ALP                                                                  | ?                                         | ?                      | ?                                      | Proprietario                    | ?                          | ?                            |
| Symantec pcAnywhere                                         | Proprietario                                                         | Symantec Corporation                      | 1986                   | 2012, 12.6.65                          | Proprietario                    | No                         | No                           |
| TeamViewer                                                  | Proprietario                                                         | TeamViewer GmbH                           | 2005                   | 2021-04-27, 15.17                      | Proprietario                    | No                         | No                           |
| Techinline                                                  | RDP                                                                  | Techinline Ltd.                           | 2006                   | 2016, 4.2.2                            | Proprietario                    | No                         | No                           |
| TigerVNC                                                    | RFB (VNC)                                                            | Red Hat, Cendio AB, The VirtualGL Project | 2009                   | 2023-03-06, 1.12.0                     | GPL-2.0 o successiva            | Sì                         | Sì                           |
| TightVNC                                                    | RFB (VNC)                                                            | GlavSoft LLC, Constantin Kaplinsky        | 2001                   | 2024-06-17, 2.8.85                     | GPL-2.0 o successiva            | Sì                         | Sì                           |
| Timbuktu                                                    | Proprietario                                                         | WOS Datasystems                           | pre-1988               | 2013, 8.8.5 (macOS)/9.0.5 (Windows)    | Proprietario                    | Sì                         | Sì                           |
| TurboVNC                                                    | RFB (VNC)                                                            | The VirtualGL Project                     | 2004                   | 2018, 2.2                              | Licenza GPL                     | Sì                         | Sì                           |
| UltraVNC                                                    | RFB (VNC)                                                            | Rudi De Vos, Ludovic Bocquet              | 2002                   | 2023-10-21, 1.4.3.6                    | GPL-2.0 o successiva            | Sì                         | Sì                           |
| Veyon                                                       | RFB (VNC)                                                            | ?                                         | 2005                   | 2021-03-11, 4.5.4                      | GPL-2.0 o successiva            | Sì                         | Sì                           |
| Vinagre                                                     | RFB (VNC), SPICE, RDP, SSH                                           | The GNOME Project                         | 2007                   | 2019-05-08, 3.32.2                     | GPL-2.0 o successiva            | Sì                         | Sì                           |
| xpra                                                        | Bencode-based, rencode-based, YAML-based, RFB (VNC) for desktop mode | Nathaniel Smith                           | 2008                   | 2020-06-04, 4.0.2                      | GPL-2.0 o successiva            | Sì                         | Sì                           |
| X11vnc                                                      | RFB (VNC)                                                            | Karl Runge                                | 2001                   | 2019, 0.9.16                           | GPL-2.0 o successiva            | Sì                         | Sì                           |
| X2Go                                                        | NX                                                                   | Oleksandr Shneyder and Heinz-M. Graesing  | 2006                   | 2020-02-13, 4.1.2.2                    | GPL-2.0 o successiva            | Sì                         | Sì                           |
| x2x                                                         | X11                                                                  | David Chaiken                             | 1996                   | 2003, 1.27                             | BSD                             | Sì                         | Sì                           |

## Sistemi Operativi Supportati
| Software                                                    | Windows | Windows | macOS  | macOS  | Linux  | Linux  | FreeBSD | FreeBSD | Android | Android | iOS    | iOS    | ChromeOS (client) |
| Software                                                    | Server  | Client  | Server | Client | Server | Client | Server  | Client  | Client  | Server  | Client | Server | ChromeOS (client) |
| ----------------------------------------------------------- | ------- | ------- | ------ | ------ | ------ | ------ | ------- | ------- | ------- | ------- | ------ | ------ | ----------------- |
| AetherPal                                                   | Sì      | Sì      | Sì     | Sì     | No     | No     | No      | No      | Sì      | ?       | Sì     | No     | ?                 |
| Ammyy Admin                                                 | Sì      | Sì      | No     | No     | No     | No     | No      | No      | No      | ?       | No     | No     | ?                 |
| AnyDesk                                                     | Sì      | Sì      | Sì     | Sì     | Sì     | Sì     | Sì      | Sì      | Sì      | Sì      | Sì     | No     | Sì                |
| AppliDis                                                    | Sì      | Sì      | No     | Sì     | No     | Sì     | No      | Sì      | Sì      | ?       | Sì     | No     | ?                 |
| Apple Remote Desktop                                        | No      | No      | Sì     | Sì     | ?      | No     | No      | No      | No      | ?       | No     | No     | ?                 |
| Cendio ThinLinc                                             | No      | Sì      | No     | Sì     | Sì     | Sì     | No      | Sì      | Sì      | No      | Sì     | No     | Sì                |
| Citrix XenApp                                               | Sì      | Sì      | No     | Sì     | Sì     | Sì     | No      | Sì      | Sì      | ?       | Sì     | No     | ?                 |
| Ericom Connect                                              | Sì      | Sì      | Sì     | Sì     | Sì     | Sì     | No      | Sì      | Sì      | No      | Sì     | No     | Sì                |
| GO-Global                                                   | ?       | Sì      | ?      | Sì     | ?      | Sì     | ?       | No      | Sì      | ?       | Sì     | No     | ?                 |
| Goverlan Systems Management (Goverlan Reach Remote Control) | Sì      | Sì      | Sì     | Sì     | Sì     | Sì     | Sì      | Sì      | No      | No      | No     | No     | No                |
| GoToMyPC                                                    | Sì      | Sì      | Sì     | Sì     | No     | Sì     | No      | No      | Sì      | ?       | Sì     | No     | ?                 |
| HP Remote Graphics Software (RGS) / ZCentral Remote Boost   | Sì      | Sì      | No     | Sì     | Sì     | Sì     | No      | No      | No      | ?       | No     | No     | ?                 |
| IBM Director Remote Control                                 | Sì      | Sì      | No     | No     | No     | No     | No      | No      | No      | ?       | No     | No     | ?                 |
| I'm InTouch                                                 | Sì      | No      | No     | No     | No     | No     | No      | No      | No      | ?       | No     | No     | ?                 |
| KRDC                                                        | No      | No      | No     | No     | No     | Sì     | No      | Sì      | No      | ?       | No     | No     | ?                 |
| LogMeIn Pro                                                 | Sì      | Sì      | Sì     | Sì     | No     | No     | No      | No      | Sì      | ?       | Sì     | No     | ?                 |
| Mikogo                                                      | ?       | Sì      | ?      | Sì     | ?      | Sì     | ?       | No      | Sì      | ?       | Sì     | No     | ?                 |
| NetSupport Manager                                          | Sì      | Sì      | Sì     | Sì     | Sì     | Sì     | ?       | Sì      | Sì      | ?       | Sì     | No     | ?                 |
| Netviewer                                                   | ?       | Sì      | ?      | No     | ?      | No     | ?       | No      | Sì      | ?       | ?      | No     | ?                 |
| NX Technology (NoMachine)                                   | Sì      | Sì      | Sì     | Sì     | Sì     | Sì     | No      | No      | Sì      | No      | Sì     | No     | Sì                |
| Oracle Secure Global Desktop Software                       | Sì      | Sì      | Sì     | Sì     | Sì     | Sì     | Sì      | Sì      | No      | ?       | No     | No     | ?                 |
| Parsec                                                      | Sì      | Sì      | No     | Sì     | No     | Sì     | No      | No      | Sì      | No      | No     | No     | Sì                |
| Proxy Networks                                              | Sì      | Sì      | Sì     | Sì     | No     | Sì     | No      | Sì      | Sì      | ?       | Sì     | No     | Sì                |
| QVD                                                         | No      | Sì      | No     | Sì     | Sì     | Sì     | No      | Sì      | Sì      | ?       | Sì     | No     | ?                 |
| rdesktop                                                    | No      | Sì      | ?      | Sì     | No     | Sì     | ?       | Sì      | ?       | ?       | ?      | No     | ?                 |
| RealVNC Free                                                | Sì      | Sì      | Sì     | Sì     | Sì     | Sì     | No      | Sì      | Sì      | ?       | Sì     | No     | ?                 |
| RealVNC Personal                                            | Sì      | Sì      | Sì     | Sì     | Sì     | Sì     | No      | No      | Sì      | ?       | Sì     | No     | ?                 |
| RealVNC Enterprise                                          | Sì      | Sì      | Sì     | Sì     | Sì     | Sì     | No      | No      | Sì      | ?       | Sì     | No     | ?                 |
| Remmina                                                     | No      | No      | No     | No     | No     | Sì     | No      | Sì      | No      | ?       | No     | No     | ?                 |
| Remote Desktop Services/Terminal Services                   | Sì      | Sì      | No     | Sì     | Sì     | Sì     | No      | Sì      | Sì      | ?       | Sì     | No     | ?                 |
| Remote Utilities                                            | Sì      | Sì      | No     | No     | No     | No     | No      | No      | Sì      | No      | Sì     | No     | No                |
| RustDesk                                                    | Sì      | Sì      | No     | Sì     | Sì     | Sì     | Sì      | ?       | Sì      | Sì      | Sì     | No     | ?                 |
| ConnectWise Control                                         | Sì      | Sì      | Sì     | Sì     | Sì     | Sì     | Sì      | Sì      | Sì      | ?       | Sì     | No     | ?                 |
| Splashtop                                                   | Sì      | Sì      | Sì     | Sì     | No     | No     | No      | Sì      | Sì      | Sì      | Sì     | No     | Sì                |
| SSH with X forwarding                                       | No      | Sì      | No     | Sì     | Sì     | Sì     | Sì      | Sì      | Sì      | ?       | Sì     | No     | ?                 |
| Sun Ray/SRSS                                                | ?       | Sì      | ?      | No     | ?      | Sì     | ?       | No      | No      | ?       | No     | No     | ?                 |
| Sub7                                                        | ?       | No      | ?      | No     | ?      | No     | ?       | No      | ?       | ?       | ?      | No     | ?                 |
| Symantec pcAnywhere                                         | ?       | Sì      | ?      | Sì     | ?      | Sì     | ?       | No      | ?       | ?       | ?      | No     | ?                 |
| TeamViewer                                                  | Sì      | Sì      | Sì     | Sì     | Sì     | Sì     | No      | No      | Sì      | Sì      | Sì     | No     | Sì                |
| Techinline                                                  | Sì      | Sì      | No     | No     | No     | No     | No      | No      | No      | ?       | No     | No     | ?                 |
| TightVNC                                                    | Sì      | Sì      | No     | Sì     | Sì     | Sì     | Sì      | Sì      | Sì      | ?       | ?      | No     | ?                 |
| TigerVNC                                                    | Sì      | Sì      | No     | Sì     | Sì     | Sì     | Sì      | Sì      | No      | ?       | No     | No     | ?                 |
| Timbuktu                                                    | Sì      | Sì      | Sì     | Sì     | No     | No     | No      | No      | No      | No      | No     | No     | No                |
| TurboVNC                                                    | No      | Sì      | No     | Sì     | Sì     | Sì     | Sì      | Sì      | No      | ?       | No     | No     | ?                 |
| UltraVNC                                                    | Sì      | Sì      | No     | No     | No     | No     | No      | No      | No      | No      | No     | No     | ?                 |
| Veyon                                                       | Sì      | Sì      | No     | No     | Sì     | Sì     | No      | No      | No      | ?       | No     | No     | ?                 |
| xpra                                                        | Sì      | Sì      | Sì     | Sì     | Sì     | Sì     | Sì      | Sì      | No      | No      | No     | No     | No                |
| X11vnc                                                      | No      | Sì      | Sì     | Sì     | Sì     | Sì     | ?       | Sì      | ?       | ?       | ?      | No     | ?                 |
| X2Go                                                        | No      | Sì      | No     | Sì     | Sì     | Sì     | No      | Sì      | No      | ?       | No     | No     | ?                 |
| x2x                                                         | No      | No      | No     | Sì     | No     | Sì     | No      | Sì      | ?       | No      | ?      | No     | ?                 |

### Annotazini
1. 1 2  Free use limited to 5 concurrent users.
2. 1 2  Single-technician license - 1 connection - 3 unattended access agents
3. 1 2  To use Windows or Mac OS X as a client, an X server needs to be installed and running. Windows or Mac OS X can be used as a server, if they have an SSH server running; but only X11 applications (not native GUI applications) can display their GUI on the client; on Windows these probably have to be run within Cygwin.
4. 1 2 3 4  1.3.x version only  Download (Previous Versions), su tightvnc.com, TightVNC. URL consultato il 24 agosto 2013.
5. 1 2 3 4  Requires installation from source.
6. 1 2  No seamless mode
7. ↑  The server includes a built-in HTML5 client
8. 1 2 3 4 5  It is designed to run only on the client; it can connect to any X11 server.
9. ↑  This could actually work when running an X server, but it is easier to use Win2VNC instead.

1. 1 2   Receiver is a free download[3]  Sender is free on HP Z Workstations.
2. ↑   Since 2010 KRDC has been integrated with the KDE desktop manager.
3. ↑   Admin mode available for servers & workstations without additional licensing, in TS mode a separate license is required.
4. ↑   Web Access Client with Android support.
5. ↑   Web Access Client with iOS support.
6. 1 2   Web Access Client with touch support.
7. ↑   Some features are MS Windows-only.
8. ↑   Some features are MS Windows- and Apple Mac-only.[12]
9. ↑   Available to view a remote desktop from Google Android Linux devices.[13]
10. ↑   Available to view a remote desktop from Apple iOS devices.[14]
11. ↑   There exists an "official" client for Apple Mac OS, as well as several independent implementations. See for example the "CoRD" entry above, an alternative open source RDP client for Mac[17]
12. ↑  As X application, 1.3.x version only.[26]
13. ↑   Bundled Java application that uses libjpeg-turbo native library for accelerated JPEG decompression.[27]
14. ↑   Bundled Java application that uses libjpeg-turbo native library for accelerated JPEG decompression.[27]
15. ↑   UltraVNC v1.0.4 RC4 (beta) claims "Greatly improved Vista support" as of 1 October 2007.[28]

### Fonti
1. ↑   Ammyy Admin – kostenlose Remote Desktop-Freigabe- und Remote-Steuerungssoftware – Download., su ammyy.com. URL consultato il 15 giugno 2018.
2. ↑   Remote Desktop, in Mac App Store, Apple.
3. ↑   RGS, Hewlett-Packard.
4. ↑   Download, in Mikogo, Beam Your Screen.
5. ↑  (EN) Release Notes 4.2 - QVD: The Linux VDI platform, in QVD: The Linux VDI platform. URL consultato il 12 febbraio 2020.
6. ↑  (EN) TigerVNC/tigervnc, su GitHub. URL consultato il 3 maggio 2023.
7. ↑   Constantin Kaplinsky, Download TightVNC, su tightvnc.com. URL consultato il 3 maggio 2023.
8. ↑   xpra.
9. ↑   Christian Beier, x11vnc 0.9.16, 5 gennaio 2019.
10. 1 2   about:start, su wiki.x2go.org, X2Go. URL consultato l'8 marzo 2015.
11. ↑   HP Remote Graphics Software version 7 (PDF), Hewlett Packard, 2014,  p. 3.
12. ↑   GNU/Linux, in Download, Mikogo.
13. ↑   Google Android Linux, in Download, Mikogo.
14. ↑   Apple iOS, in Download, Mikogo.
15. ↑   Netviewer Meet Mobile Netviewer AG, in Play. URL consultato il 25 ottobre 2012.
16. ↑   rdesktop 1.6 windows port, in 40in, RU, 2g0. URL consultato il 4 dicembre 2011.
17. ↑   Cord, Source forge.
18. ↑   XDPxrdp: An open source remote desktop protocol (rdp) server, Source forge. URL consultato il 4 settembre 2008 (archiviato dall'url originale il 13 maggio 2011).
19. ↑   Darkside, in Play, AU, Google.
20. 1 2   TeamViewer for Windows, TeamViewer.
21. 1 2   TeamViewer for macOS, TeamViewer.
22. 1 2   TeamViewer for Linux, TeamViewer.
23. 1 2   TeamViewer for Android, TeamViewer.
24. ↑   TeamViewer for iOS, TeamViewer.
25. ↑   TeamViewer for Chrome OS, TeamViewer.
26. ↑   Tightvnc Portfile, su trac.macports.org, MacPorts. URL consultato il 18 giugno 2009.
27. 1 2   User's Guide, TurboVNC.
28. ↑   MS Windows Vista Support, UltraVNC. URL consultato l'11 ottobre 2007 (archiviato dall'url originale l'11 ottobre 2007).
29. 1 2 3 4   Client, X2Go.
30. ↑   Server, X2Go.